# منتخب التشيك لكرة القاعدة
منتخب التشيك الوطني لكرة القاعدة (بالتشيكية: Česká baseballová reprezentace)‏ هو ممثل التشيك الرسمي في المنافسات الدولية في كرة القاعدة .
هو الفريق الوطني الذي يمثل جمهورية التشيك في منافسات البيسبول الدولية. يتألف الفريق في الغالب من لاعبين هواة يعمل العديد منهم في وظائف يومية متنوعة. على سبيل المثال، يعمل مارتن تشرفينكا في مجال المبيعات، بينما يعمل قائد الفريق بيتر زيماكمحلل مالي.